# Panama na Letnich Igrzyskach Olimpijskich 1984
Panamę na Letnich Igrzyskach Olimpijskich 1984 reprezentowało ośmiu zawodników. Był to 9. start reprezentacji Panamy na Letnich Igrzyskach Olimpijskich.

## Skład kadry

### Lekkoatletyka
Mężczyźni
- Alfonso Pitters - 100 metrów - odpadł w ćwierćfinałach
- Florencio Aguilar - 200 metrów - odpadł w eliminacjach

### Pływanie
Mężczyźni
- Manuel Gutiérrez

100 metrów st. klasycznym - 26. miejsce
200 metrów st. klasycznym - 16. miejsce
200 metrów st. zmiennym - odpadł w eliminacjach

### Podnoszenie ciężarów
Mężczyźni
- José Díaz - waga musza - 7. miejsce
- Tómas Rodríguez - waga piórkowa - 11. miejsce
- Ricardo Salas - waga lekkociężka - nie ukończył

### Szermierka
Kobiety
- Barbra Higgins - floret - 42. miejsce

### Zapasy
Mężczyźni
- Saúl Leslie - waga kogucia, styl wolny - niesklasyfikowany